# Landstraße
A Landstraße Bécs III. kerülete. 

## Részei
|  | - Erdberg - Landstraße - Weißgerber |

## Története
A kerületet 1850-ben hozták létre a korábbi külvárosok beépítésével.

## Látnivalók
- Belvedere kastély
- Hundertwasser-ház
- Arsenal

## Képek

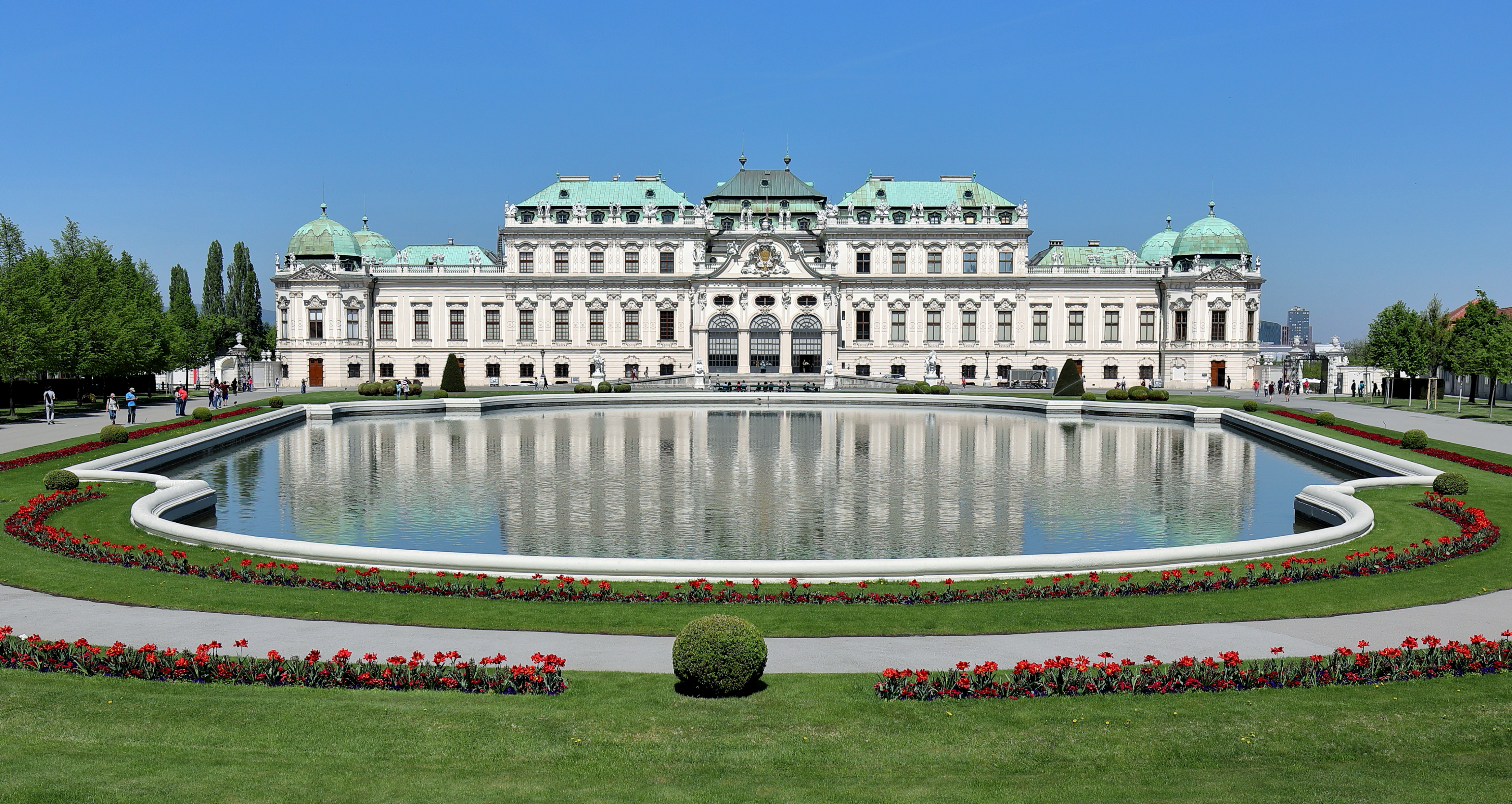
Belvedere
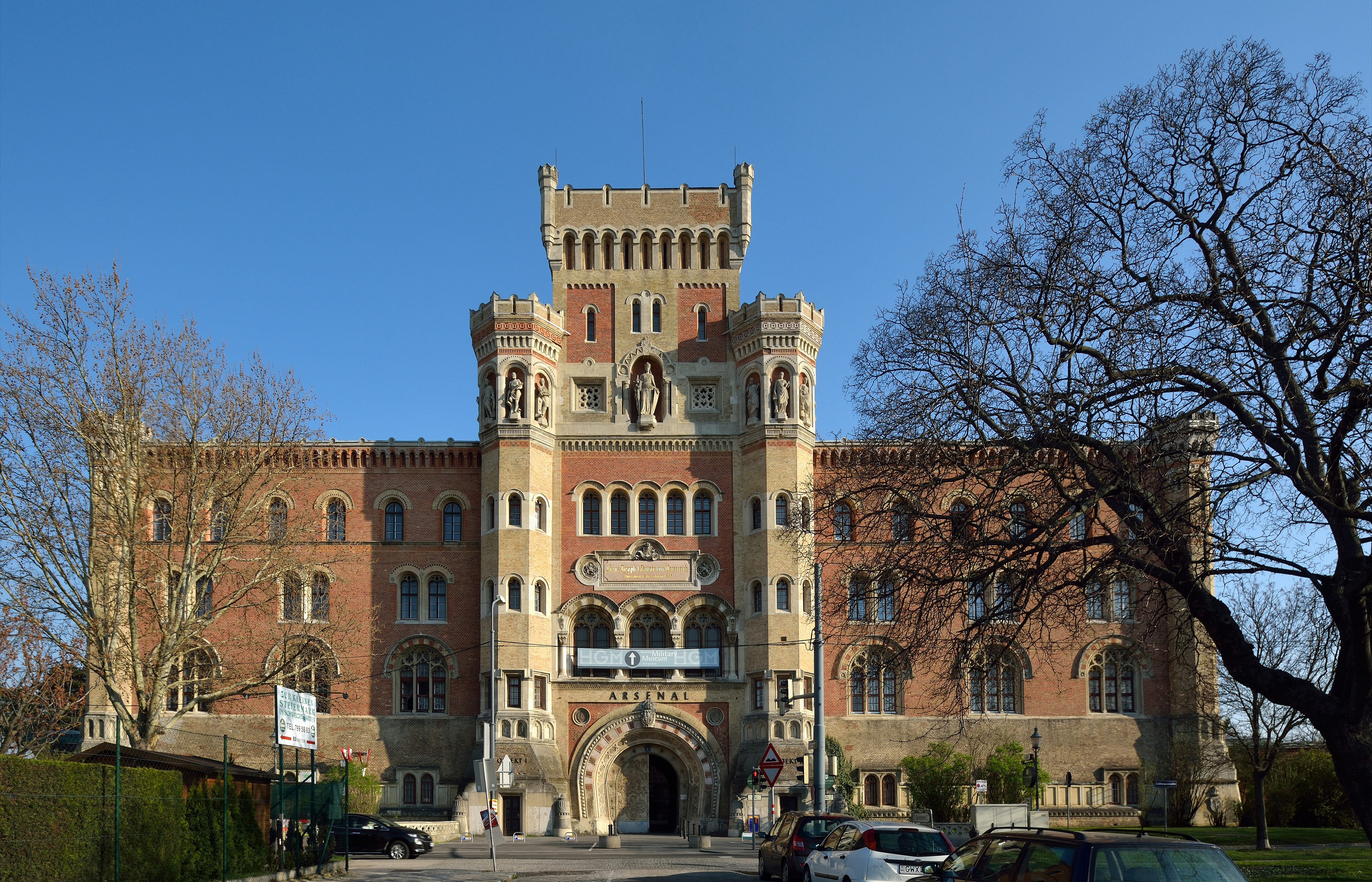
Arsenal
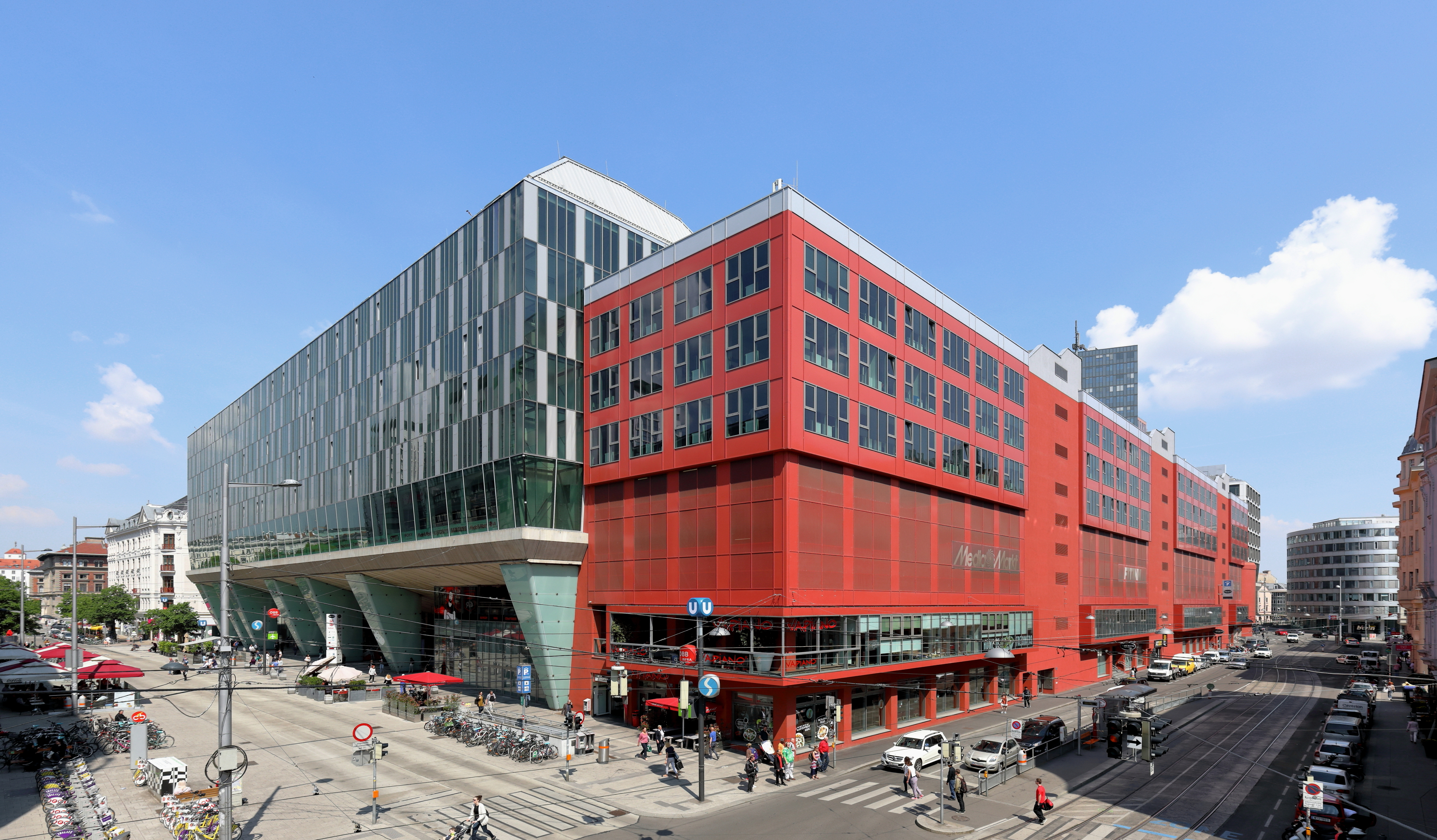
Wien Mitte vasútállomás
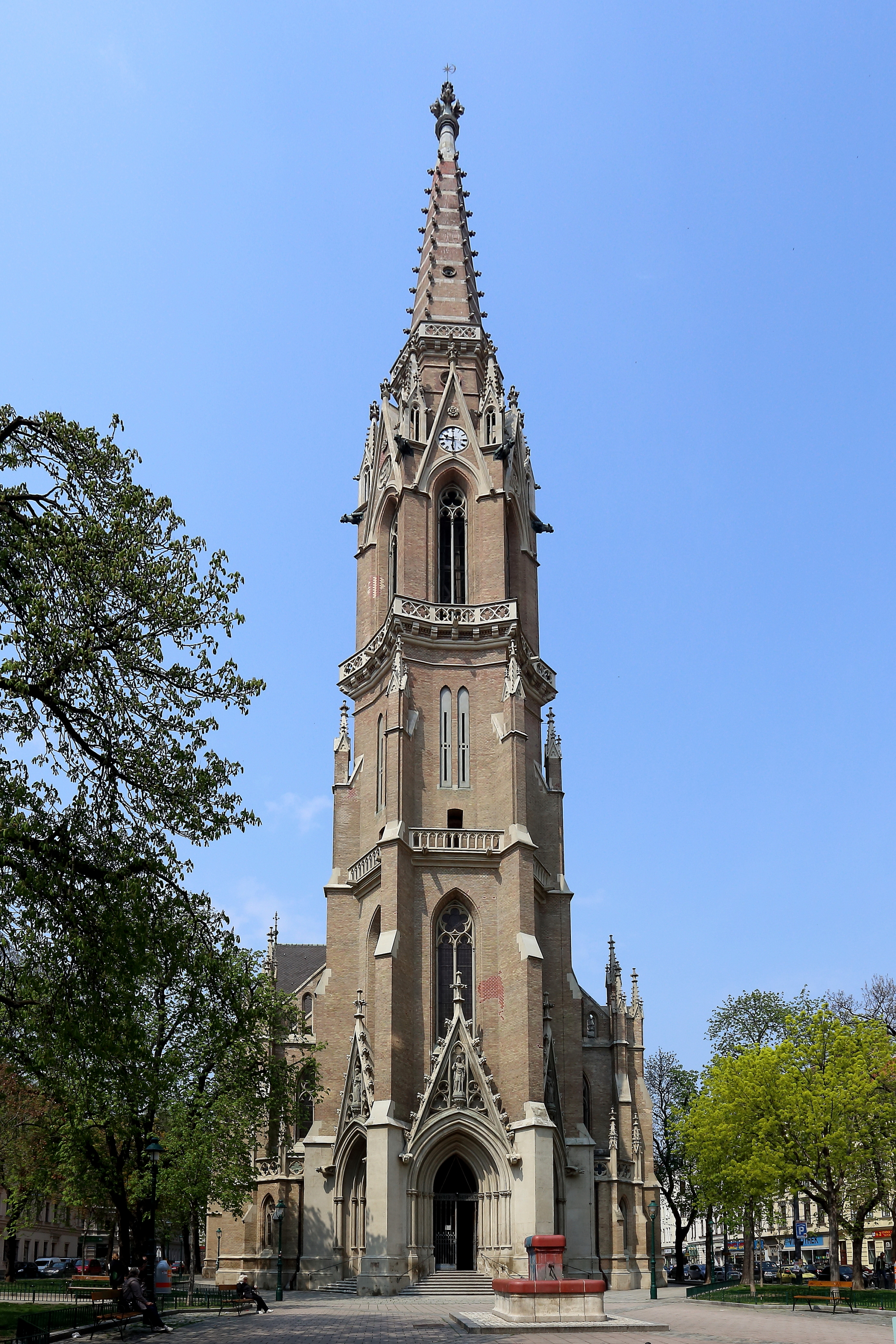
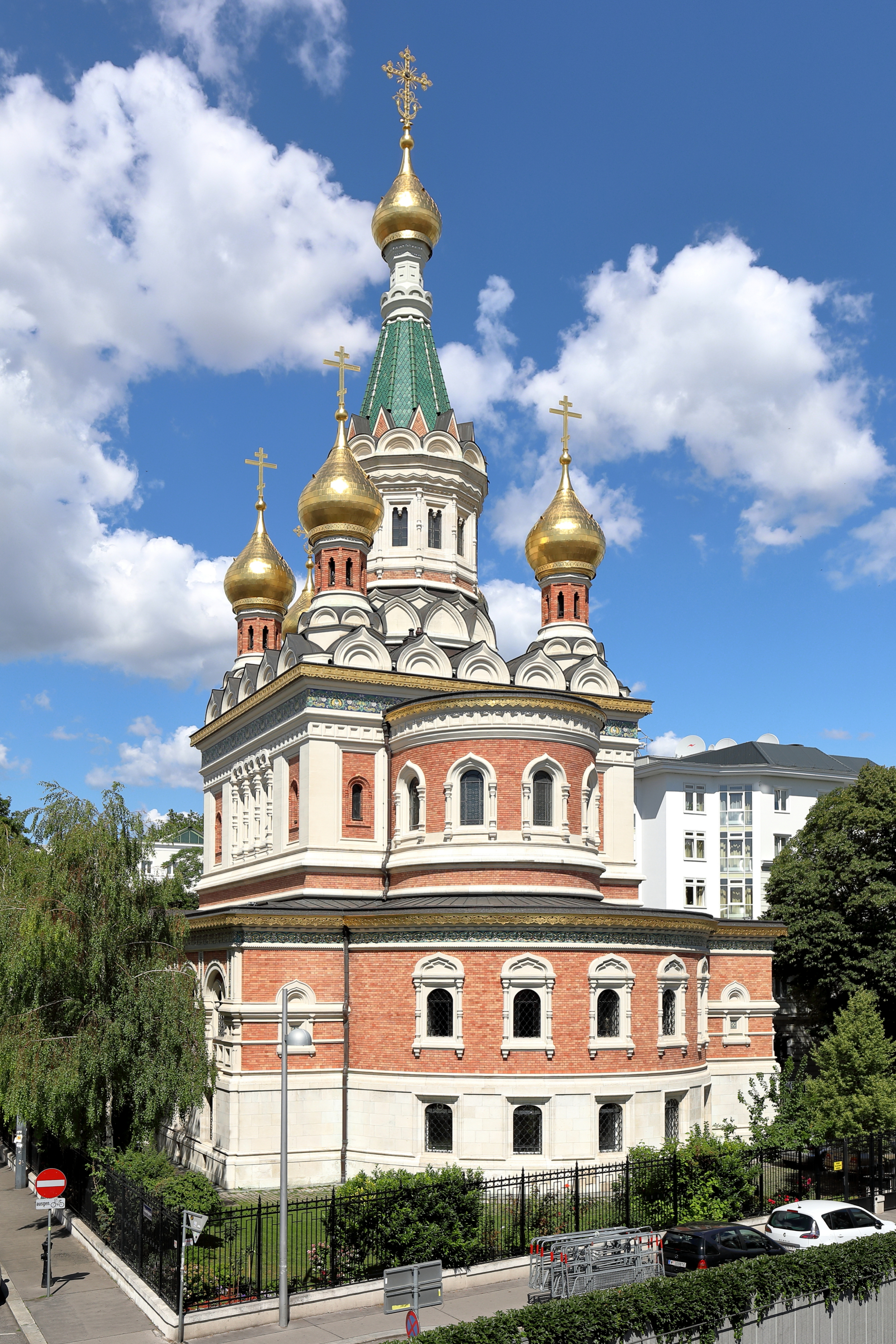
Orosz ortodox székesegyház
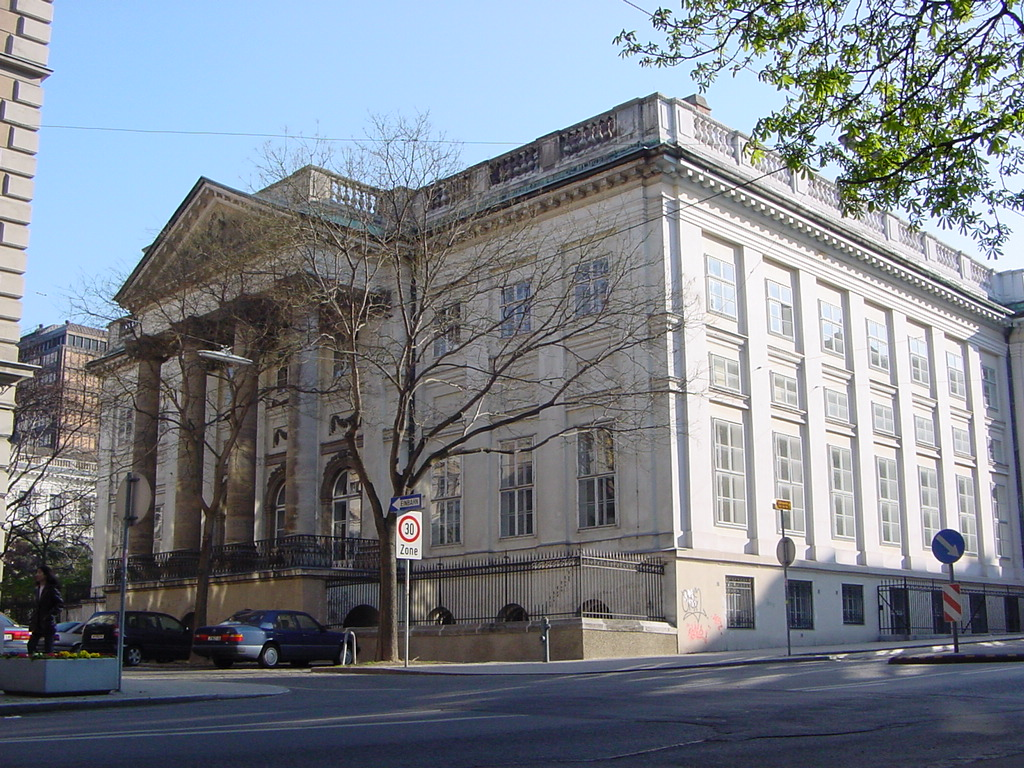
Palais Rasumofsky

## Népesség
Bevölkerungsentwicklung
Quelle: Statistik.at

## Híres emberek
- Anton Diabelli (1781–1858), zeneszerző, itt halt meg
- Ludwig Boltzmann (1844–1906), fizikus és   filozófus
- Erwin Schrödinger (1887–1961), fizikus
- Friedrich Mohs (1773–1839), minearológus
- Robert Musil (1880–1942), író
- Adalbert Stifter (1805–1868), író, Maler és Pädagoge
- Hugo von Hofmannsthal (1874–1929), író
- Wolfgang Amadeus Mozart (1756–1791), zeneszerző, 1787-ben itt élt
- Carl Wilhelm Christian Ritter von Doderer (1825–1900), építészmérnök
- Heimito von Doderer (1896–1966), író
- Wilhelm Carl Gustav Ritter von Doderer (1854–1932), építészmérnök
- Friedrich Gulda (1930–2000), zeneszerző
- Gustav Mahler (1860–1911), zeneszerző
- Joe Zawinul (1932–2007), zenész
- Thomas Klestil (1932–2004), politikus
- Ludwig van Beethoven (1770–1827), zeneszerző, itt élt 1817 és 1819 között (Landstraßer Hauptstraße Nr. 31)
- Fred Zinnemann (1907–1997), rendező
- Ingeborg Bachmann (1926–1973), író, itt élt 1946 és 1953  között
- Joseph Marx (1882–1964), zeneszerző, itt élt 1915 és 1961 között
- Rudolf von Eichthal, itt élt 1919 és 1974 között (Landstraßer Hauptstraße Nr. 4A)
- Jura Soyfer (1912–1939), író, mint gyerek itt élt

## Testvérvárosai
- Budapest III. kerülete, Magyarország

## Fordítás
- Ez a szócikk részben vagy egészben  a   Landstraße című német Wikipédia-szócikk fordításán alapul.  Az eredeti cikk szerkesztőit annak laptörténete sorolja fel. Ez a jelzés csupán a megfogalmazás eredetét és a szerzői jogokat jelzi, nem szolgál a cikkben szereplő információk forrásmegjelöléseként.